# Vlhošť
Der Berg Vlhošť (deutsch Wilschtberg) (614 m) ist die höchste Erhebung der Daubaer Schweiz (Kokořínsko) in Nordböhmen (Tschechien). Der Sockel des Berges besteht aus Sandstein, der Gipfelbereich aus Phonolith (Klingstein). Markant sind die gegliederten Felsterrassen aus Quadersandstein. Im Jahre 1998 wurde der Gipfel und die Felsgebiete der Südwestseite als Naturreservat auf 78 ha unter Naturschutz gestellt.

## Lage und Umgebung
Der Vlhošť befindet sich 10 km südwestlich der Stadt Česká Lípa (Böhmisch Leipa). Unmittelbar am westlichen Fuße befindet sich das Dörfchen Hvězda (Sterndorf). Im Süden breiten sich die Wald-Felsgebiete der Daubaer Schweiz mit der bekannten Felsformation Husa (Gans) aus. Östlich liegt der markante Berg Ronov (Ronberg), welcher schon zum Böhmischen Mittelgebirge zu zählen ist. Gegen Norden befindet sich das breite Tal des Bobří potok mit dem Teichgebiet Holanské rybníky (Hohlener Teiche).

## Aussicht
Eine Aussicht ist nur von den Felsterrassen der Südwestseite möglich. Von dort schweift der Blick über das nahe Dorf Hvězda (Sterndorf) zum Ronov (Ronberg) mit der markanten Burgruine und weiter bis zum Böhmischen Mittelgebirge.

## Wege zum Gipfel
- Um den Berg führt ein gelb markierter örtlicher Wanderweg, welcher an einen blau markierten Weg von Dubá (Dauba) nach Zahrádky (Neugarten) anschließt.
- Der günstigste Ausgangspunkt ist das kleine Dörfchen Hvězda. Für den Rundweg um den Berg auf dem o. g. Weg benötigt man dann ca. 1,5 h.